# Acordo Internacional dos Trabalhadores e dos Povos
O Acordo Internacional dos Trabalhadores e dos Povos (AcIT no Brasil ou AIT em Portugal) é um agrupamento internacional fundado em Barcelona, na 1ª Conferência Mundial Aberta, em 1991, que reuniu delegados de 53 países de todos os continentes. Desde então realizou várias conferencias com a participação de grupos, partidos, organizações sindicais e militantes operários de origens diferentes.
O Acordo Internacional dos Trabalhadores e dos Povos tem lutado contra os planos de ajuste estrutural, das medidas do FMI e do Banco Mundial, que, segundo seus membros, conduzem a liquidação dos setores públicos e dos códigos de trabalho, à privatização.
Os membros do AcIT também acreditam que esta política baseada nos planos de ajuste estrutural, contribuem para destruir o Estado-nação como marco político, em benefício de uma sociedade baseada apenas nas relações entre indivíduos.
Segundo seus fundadores AcIT quer ser simplesmente um ponto de encontro de todos os militantes operários que atuam em todo o mundo para a defesa estrita dos interesses particulares dos trabalhadores, para defender as liberdades democráticas e o livre exercício dos direitos sindicais, que entendem como a sua chave mestra.